# کوه اوترام
کوه اوترام (به انگلیسی: Mount Outram) یک کوه در کانادا است که در آلبرتا واقع شده‌است. کوه اوترام ۳٬۲۴۵ متر بالاتر از سطح دریا واقع شده‌است.